# Heimatklang
Heimatklang is de titel van een tweetal composities van Armas Järnefelt. 
Een van de versies is een lied op tekst van Nicolaus Lenau voor zangstem en piano dat door Edition Wilhelm Hansen werd opgenomen in de uitgave Drei Lieder (samen met Die Drei en Standchen).
Een tweede versie betreft een symfonisch gedicht, dat geschreven is in de stijl van Richard Wagner en Richard Strauss. Järnefelt was door zijn opleiding in Duitsland beïnvloed door de muziek aldaar. Van het werk is weinig meer bekend, want de muziek van Järnefelt werd volledig overvleugeld door die van Jean Sibelius, tijdgenoot van Järnefelt. Järnefelt dirigeerde op 27 januari 1896 zelf de première op een concertavond gewijd aan zijn muziek.  
De orkestversie geschreven voor een klein symfonieorkest:
- 1 dwarsfluit, 1 hobo (eventueel uit te breiden naar 2), 2 klarinetten, 1 fagot
- 2 hoorns, 2 trompeten, 1 trombone
- pauken, harp
- violen, altviolen, celli, contrabassen